# Тестаччо (район)
Тестаччо (итал. Testaccio) — название двадцатого района Рима, обозначенного как R. XX. Расположен на восточном берегу Тибра. Граничит с Рипа, Сан-Саба, Остиензе, Тевере и Авентино.
Район берёт название от искусственного холма Тестаччо, полностью состоящего из осколков разбитых амфор. Холм является очень важным источником археологических находок, рассказывающих о повседневной жизни Древнего Рима.
В муниципальном делении Рима район обозначен 1d. Население Района — 8373 человек.

## История
Со времен Римской империи порт Эмпориум был местом перевалки товаров и сырья (в первую очередь мрамора, зерна, вина), которые прибывали морем в порт Остии, а затем доставлялись вверх по Тибру баржами на животной тяге (тягловый скот был заменен паровой тягой в 1842 году).
На протяжении веков осколки амфор, которые использовались для хранения и транспортировки пшеницы и жидких пищевых продуктов, накапливались в этой местности, постепенно сформировав холм. Отсюда название — Холм Тестаччо или Холм осколков (итал. Monte Testaccio или итал. Monte dei cocci) и современное использование амфоры как символа района. Количество амфор оценивается примерно в 25 миллионов. Пустые амфоры, в основном из-под масла, аккуратно измельчались и укладывались таким образом, чтобы обеспечить устойчивость ступенчатой пирамиды, а также посыпались известью, чтобы предотвратить запахи разложения органических остатков. 
В тринадцатом и четырнадцатом веках у холма появилось другое название — Гора Палио(итал. Mons de Palio).
До реконструкции города 1870 года район был окружён стенами и населён бедными крестьянами и пастухами, которые в этой местности страдали от наводнений или малярии. Впоследствии территория от Остийской дороги до Базилики Сан-Паоло была отведена под промышленную зону. Там были построены железные дороги, бойни, фабрики и рынки.
Тестаччо является типичным примером промышленной урбанизации. Жилая застройка, выросшая рядом с промзоной, служила рабочим посёлком. 
Несмотря на то, что район как отдельное административное образование появился относительно недавно (в 1921 году он был выделен из обширного и малонаселенного района Рипа), Тестаччо всегда имел свою собственную идентичность. Расположение рядом с портом и социальные характеристики подарили ему репутацию неблагополучного района. По результатам проведённого муниципалитетом исследования 1884 года, Тестаччо установил национальный рекорд по потреблению алкоголя.

## Площади
Площадь Тестаччо 
Является коммерческим центром района благодаря большому крытому рынку.
 Площадь Санта Мария Либератриче 
Является «социальным» центром района. На площади есть церковь Девы Марии Освободительницы, театр Витториа; в центре разбит сад.
 Площадь Эмпорио
 Площадь Джустиниани 

## Дороги
- Набережная Тестаччо
- Дорога Мраморато (Мраморная дорога)
- Дорога Орацио Антинори
- Дорога Густаво Бьянки
- Дорога Джамбаттиста Бодони
- Дорога Джованни Бранка
- Дорога Антонио Чекки
- Дорога Галилео Феррарис
- Дорога Флорио
- Дорога Бенджамина Франклина
- Дорога Луиджи Гальвани
- Дорога Джесси Ромоло
- Дорога Лоренцо Гиберти
- Дорога Карло Джинори
- Дорога Людовико ди Вартема
- Дорога Альда Мануция
- Дорога Мастро Джорджо
- Дорога Пьетро Кверини
- Дорога Алессандро Вольта
- Дорога Раффаэля Рубаттино
- Дорога Луки Делла Роббиа
- Дорога Америго Веспуччи
- Дорога Николы Дзабалья

## Культовые сооружения
- Церковь Девы Марии Освободительницы (1906)
- Капелла Римского некатолического кладбища

## Античные памятники
- Холм Тестаччо
- Ворота Сан-Паоло
- Склады Гальбы
- Портик Эмилия
- Арка Святого Лазаря

## Другие достопримечательности
- Римское некатолическое кладбище

## Люди, связанные с Тестаччо
- Эльза Моранте, писательница
- Клаудио Раньери, футболист
- Габриэлла Ферри, певица
- Джиджи Дзанаццо, писатель
- Энрико Летта, политик